# Patrick Gerritsen
Pour les articles homonymes, voir Gerritsen.
Patrick Gerritsen est un footballeur néerlandais, né le 13 mars 1987 à Oldenzaal aux Pays-Bas. Il évolue comme attaquant.

## Palmarès

### En club
Vierge

### En sélection
Pays-Bas espoirs
- EURO Espoirs
  - Vainqueur (1) : 2006